# Adolf von Seckendorff (General, 1801)
Wilhelm Adolf Freiherr von Seckendorff (* 7. Januar 1801 in Leipzig; † 20. Oktober 1866 in Halle (Saale)) war ein preußischer Generalmajor und zuletzt Kommandeur der Festung Neiße.

## Leben

### Herkunft
Seine Eltern waren der Premier-Lieutenant a. D., Oberforstmeister und Erbherr auf Zingst im Kreis Querfurt, Christian Adolf von Seckendorff (* 4. Oktober 1767; † 29. August 1833) und dessen Ehefrau Wilhelime Susanne, geborene Bauer (* 1774; † 26. August 1809).

### Werdegang
Er kam im Jahr 1819 als Füsilier in das 30. Infanterie-Regiment. Dort wurde am 23. Mai 1820 zum Portepeefähnrich und am 20. Oktober 1821 zum Seconde-Lieutenant befördert. Von 1828 bis 1830 war er als Regimentsadjutant eingesetzt; am 30. März 1830 kam er als Adjutant in die Kommandantur der Festung Luxemburg. Am 14. Januar 1834 zum Premier-Lieutenant ernannt, kam er am 10. Oktober 1836 unter Belassung seines Kommandos zum 39. Infanterie-Regiment. Am 25. November 1848 kam er als Major in das 26. Infanterie-Regiment. Während der Badischen Revolution nahm er 1849 am Gefecht bei Ubstadt teil. Am 30. März 1852 wurde er als Kommandeur zum III. Bataillon des 26. Landwehr-Regiments nach Neuhaldensleben versetzt. Er wurde dort am 13. Juli 1854 zum Oberstleutnant befördert und kam am 9. Juli 1857 als Kommandeur in die Festung Neiße, dazu wurde er am 15. August 1857 à la suite des 26. Infanterie-Regiments gestellt. Er erhielt seine Ernennung zum Oberst am 22. Mai 1858, wurde aber am 3. Mai 1860, mit der Erlaubnis, die Uniform des 26. Infanterie-Regiments zu tragen, zur Disposition gestellt. Am 22. März 1863 erhielt er dann seinen Abschied mit dem Charakter als Generalmajor und eine Pension. Er starb am 20. Oktober 1866 in Halle an der Saale.

### Familie
Er heiratete am 16. April 1828 in Koblenz Wilhelmine Gerhardine Natalie Leontine von Ribbentrop (* 23. Mai 1810; † 11. Oktober 1866), eine Tochter des Geheimen Kriegsrates Siegmund Erich von Ribbentrop. Das Paar hatte mehrere Kinder:
- Leopold Wilhelm Ernst Adolf (* 9. März 1829) ⚭ Marie Henriette Luise Ida von Oertzen (* 14. Februar 1832)
- Veit Emil (* 27. August 1830; † 24. Juli 1861) ⚭ Alice von Bärensprung (* 3. September 1839)[1]
- Wilhelmine Thekla (* 11. April 1832)
- Friederike Luise (* 6. Juli 1833)
- Anna Wilhelmine Theodora (* 24. Dezember 1835; † 17. Februar 1919) ⚭ 1865 Adalbert von Dobschütz (* 3. März 1824; † 29. Januar 1895), Oberst a. D.
- Christian Friedrich Oskar (* 3. Januar 1840; † 1902), preußischer General ⚭ 1872 Mathilde Zippeling (* 24. März 1846)